# Valarie Allman
Valarie Carolyn Allman, född 23 februari 1995 i Newark i Delaware, är en amerikansk diskuskastare.

## Karriär
Allman tog guld i diskus vid olympiska sommarspelen 2020 i Tokyo med ett kast på 68,98 meter.
Hennes personbästa i diskus är 73,52 meter, som hon satte vid tävlingen Oklahoma Throws Series World Invitational i Ramona, Oklahoma, den 12 april 2025. Det var det längsta diskuskastet på 36 år. Det var även nordamerikanskt rekord.
Vid VM 2022 i Eugene underpresterade hon, i förhållande till favoritskapet, och kastade 68,30 meter, vilket gav en bronsmedalj. I augusti 2023 vid VM i Budapest tog Allman silver i diskustävlingen efter att ha besegrats av landsmaninnan Laulauga Tausaga.
Vid olympiska sommarspelen 2024 försvarade Allman sitt guld från Tokyo tre år tidigare och vann på 69,50 meter. 

## Personbästa
- Kulstötning – 10,68 m (Boulder, USA 21 juli 2011)
- Diskuskastning – 71,46 m (La Jolla, USA 8 april 2022) 0NR00AR0[7]
- Slägga – 63,65 m (Palo Alto, USA 12 maj 2018)